# Grochy-Krupy
Grochy-Krupy – część wsi Grochy-Imbrzyki w Polsce, położona w województwie mazowieckim, w powiecie pułtuskim, w gminie Gzy.
W latach 1975–1998 Grochy-Krupy administracyjnie należały do województwa ciechanowskiego.